# Evrim Demirel
Evrim Demirel (født 17. november 1977 i Izmir, Tyrkiet) er en tyrkisk komponist og jazzpianist.
Demirel studerede klaver på Izmir High School of Fine Arts. Herefter studerede han komposition og teori på Bilkent Universitet i Ankara. Han studerede senere i Holland på Musikkonservatoriet i Rotterdam hos bl.a. Klaas de Vries. Demirel studerede herefter videre på Musikkonservatoriet i Amsterdam hos Theo Loevendie. Han har skrevet en symfoni, orkesterværker, kammermusik, elektronisk musik, jazzklaver stykker etc. Demirel blev nr 2 ved komponistprisoverrækkelsen "Young Composers Award of Holland Symfonia" (2004). Hans kompositoriske stil må betegnes som postmoderne.

## Udvalgte værker
- "Dialogens Symfoni" (2009) - for traditionel koran sanger, sopran, baryton og orkester
- Evolution (2003) - for orkester
- "Fasil nr. 1" (2010) - for kanun, ney, violin, lut og orkester
- "Bevægelse" (2007) - for tambur, kanun og strygeorkester